# 黑鼻羊
瓦莱黑鼻羊（德語：Walliser Schwarznasenschaf），一种原产自瑞士瓦莱州的一种家养绵羊品种。面部、耳朵、双膝和四肢为黑色，毛皮为白色，呈蓬松状。瓦莱黑鼻羊对高山地带的严寒气候有很强的适应能力，能够在陡峭的石坡觅食。
長得很可愛，公羊和母羊都有角。